# Bell Acres
Bell Acres är en ort i Allegheny County i delstaten Pennsylvania, USA.